# Chủ nghĩa dân tộc Croatia

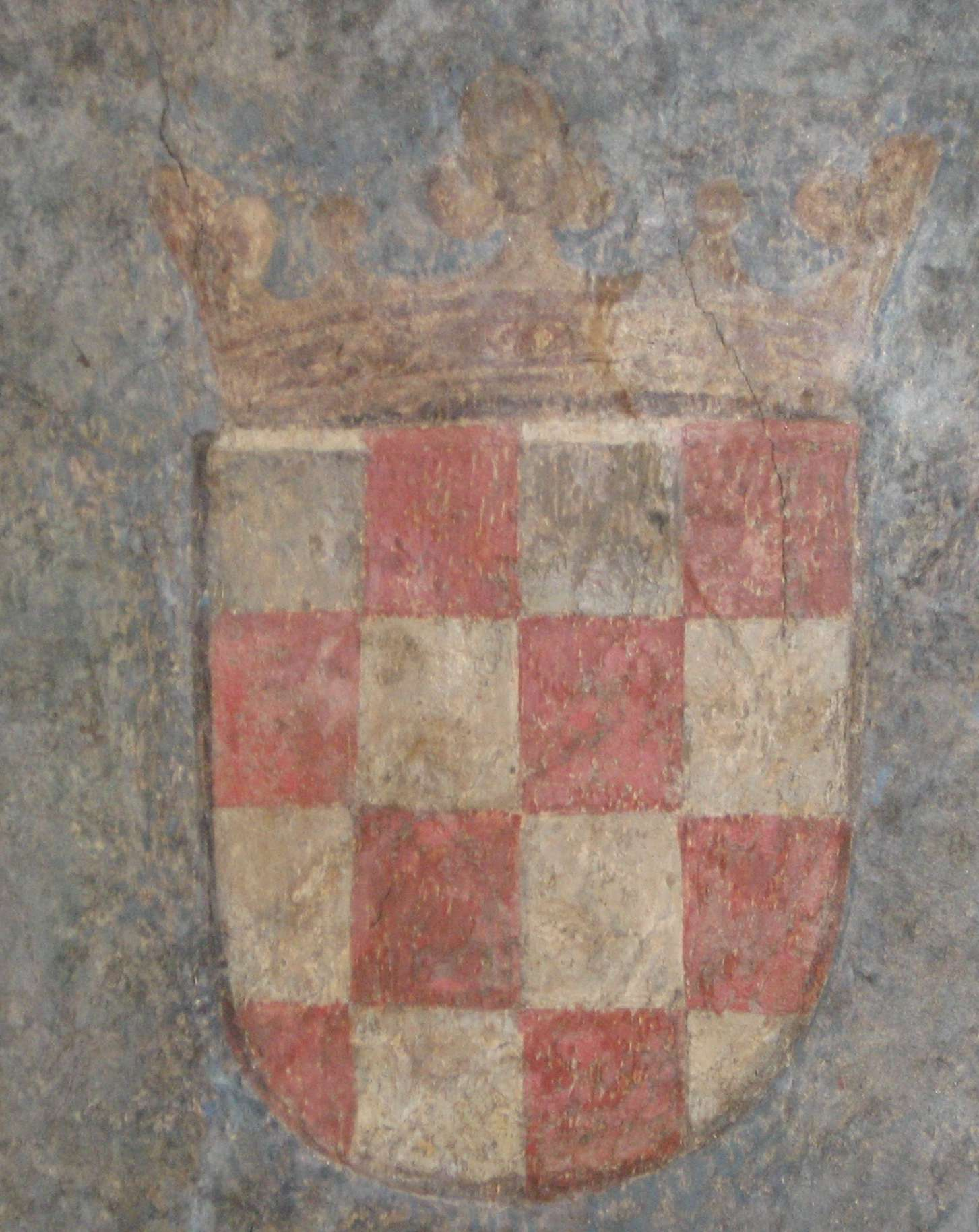
Phiên bản ban đầu của "šahovnica" là huy hiệu của Vương quốc Croatia năm 1495.

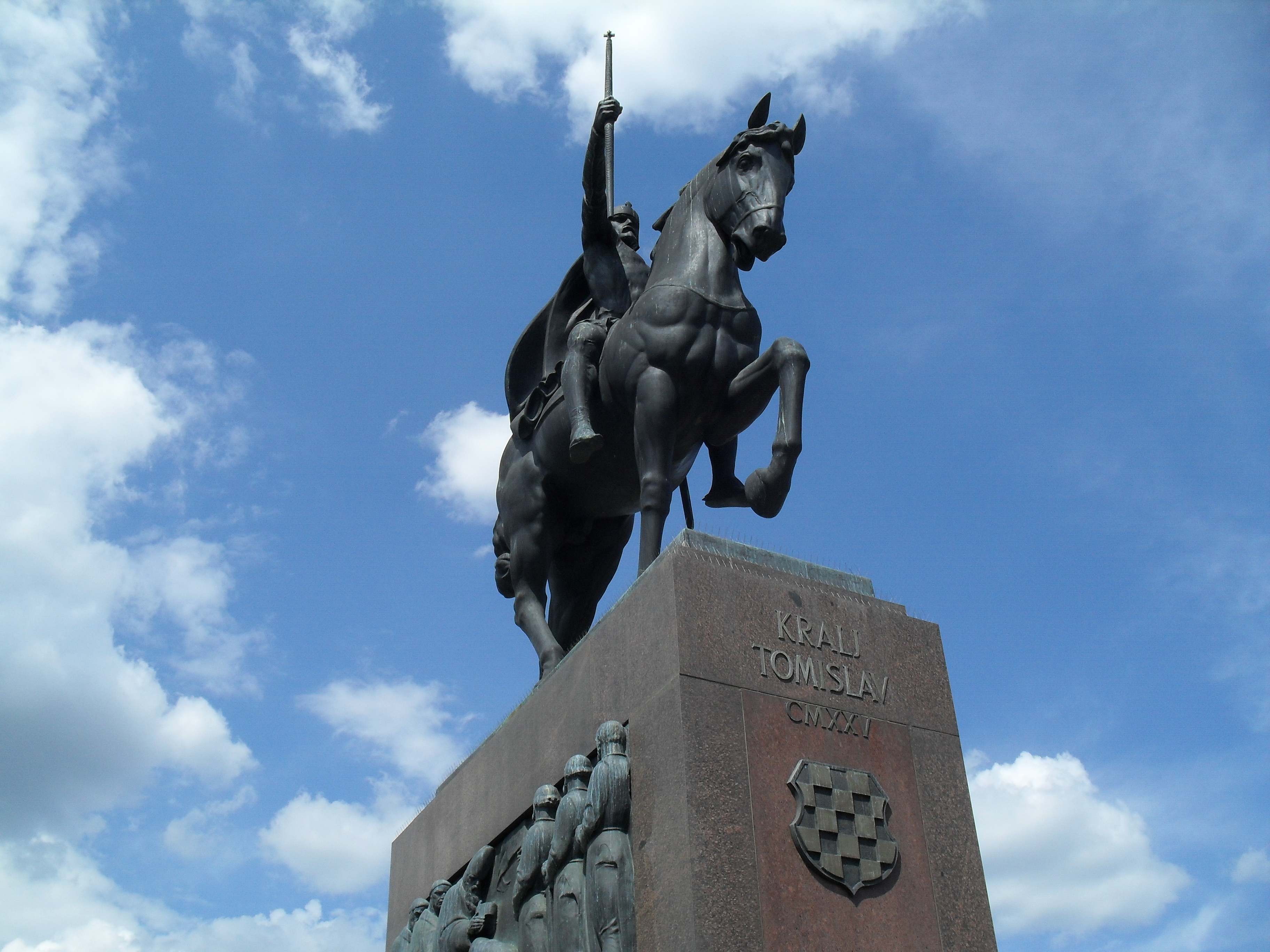
Tượng vua Tomislav ở Zagreb, Tomislav là vị vua đầu tiên của Croatia.

Chủ nghĩa dân tộc Croatia là chủ nghĩa dân tộc khẳng định quốc tịch của người Croats và thúc đẩy sự thống nhất văn hoá của người Croatia.
Chủ nghĩa quốc gia Croatia hiện đại xuất hiện lần đầu tiên trong thế kỷ 19 để phản ứng lại việc Magyarization các lãnh thổ Croatia dưới sự cai trị của Hungary. Nó dựa trên hai ý tưởng chính: một nhà nước lịch sử quyền dựa trên sự liên tục với nhà nước Croatian thời Trung cổ và một bản sắc liên quan đến người Slavia. Giai đoạn này bắt đầu với phong trào Illyrian, tạo ra Matica hrvatska  và thúc đẩy ngôn ngữ "Illyrian". Illyrian đã tạo ra hai phong trào chính trị - Đảng Quyền được đặt tên theo khái niệm quyền bang (pravaštvo), dưới sự lãnh đạo của Ante Starčević và Yugoslavism dưới thời Josip Juraj Strossmayer, cả hai đều giới hạn trong giới trí thức.
Vận động ủng hộ Nam Tư là phương tiện để thống nhất đất nước Croat chống lại sự phân chia của họ dưới Áo-Hungary bắt đầu với việc Strossmayer ủng hộ điều này là có thể đạt được trong một chế độ quân chủ Nam Tư được liên bang hóa.
Sau khi thành lập Nam Tư năm 1918, một nhà nước tập trung cao được thành lập trong Hiến pháp Ngày của Thánh Vitus năm 1921 phù hợp với các đòi hỏi của người theo chủ nghĩa dân tộc Serbii để đảm bảo sự thống nhất của người Serbs, điều này gây ra sự oán giận dữa người Croats và các dân tộc khác ở Nam Tư. Dalmatian Croat và nhà lãnh đạo Nam chiến tranh thế giới I, Ante Trumbić, đã lên án bản Hiến pháp Ngày Thánh Vitus để thành lập quyền bá chủ của người Serbia ở Nam Tư trái với lợi ích của người Croats và các dân tộc khác ở Nam Tư. Những người theo chủ nghĩa dân tộc Croatia đã phản đối nhà nước tập trung với các quốc gia vừa phải yêu cầu một Croatia tự trị trong Nam Tư. Chủ nghĩa dân tộc Croatia đã trở thành một phong trào quần chúng ở Vương quốc Nam Tư thông qua Đảng Nông dân Croatia Stjepan Radić. Nhu cầu của các nhà hoạt động quốc gia Croatia trung bình cho một Croatia tự trị trong Nam Tư được chính phủ Nam Tư chấp nhận trong Hiệp định Cvetković-Maček năm 1939. Hiến pháp đã gây phẫn nộ những người theo chủ nghĩa dân tộc Serbia đã phản đối thỏa thuận với lý do làm suy yếu sự thống nhất của Serbdom ở Nam Tư, khẳng định tầm quan trọng của nó đối với Nam Tư với khẩu hiệu "Serbdom mạnh, Nam Tư mạnh". Thỏa thuận cũng làm Bosniaks giận dữ (sau đó được gọi là người Hồi giáo Nam Tư), bao gồm Tổ chức Hồi giáo Nam Tư (JMO) tố cáo sự phân chia Bosnia và Herzegovina. của thỏa thuận.
Một tinh thần chủ nghĩa dân tộc Croatia nổi dậy bạo lực đã phát triển trước Chiến tranh thế giới lần thứ hai trong phong trào Ustaše của Ante Pavelić, sau đó đã hợp tác với Đức quốc xã và nước phát xít Ý tại quốc gia độc lập của Croatia trong thế chiến II. Chủ nghĩa dân tộc Croatia sau đó trở nên chủ động không hoạt động, ngoại trừ mùa xuân Croatia, cho đến khi sự tan vỡ của Nam Tư và chiến tranh Độc lập Croatia. Trong hình thức cực đoan của nó, chủ nghĩa dân tộc Croatia được thể hiện bằng mong muốn thiết lập một quốc gia thuộc về Croatia, lý tưởng hóa các giá trị gia đình và các giá trị gia trưởng, cũng như tình cảm chống Serbia.